# Heinrich von Mansfeld, książę Fondi
Heinrich von Mansfeld, książę Fondi, właśc. Henryk Franciszek I hrabia Mansfeld, książę Fondi (niem. Heinrich Franz I Graf von Mansfeld, Fürst von Fondi) (ur. 21 listopada 1640, zm. 18 czerwca 1715) – austriacki marszałek polny i polityk, przewodniczący Nadwornej Rady Wojennej (1701–1703).
Minister (Konferenzminister) Leopolda I. W 1686 uzyskał od Hiszpanów księstwo Fondi koło Neapolu (do 1751 roku w posiadaniu rodu).
3 marca 1689 został mianowany na stopień marszałka polnego.
Od 1697 Johann Lukas von Hildebrandt budował dla niego letni pałac w Wiedniu, który w 1715 zakupił książę Adam Franz Karl von Schwarzenberg (1680–1732). Pałac znany jest obecnie jako wiedeński Pałac Schwarzenberg.
Syn hrabiego Brunona III von Mansfelda (1576–1644) i Marii Magdaleny von Törring-Seefeld (1616–1668), bratanek generała Fryderyka Joachima von Mansfelda (1581–1623). Dwukrotnie żonaty, najpierw w 1679 roku z hrabianką Marią Luizą zu Aspremont Nantevil (1652–1692), z którą miał dwie córki, Marię Annę Eleonorę (1680–1724) oraz Marię Eleonorę (1682–1747). Ponownie w związku małżeńskim od roku 1693, z hrabianką Marią Franciszką von Auresperg (1664–1739). 